# Unua Libro
O "Unua Libro" (literalmente "Primeiro Livro") é o livro básico do esperanto. Convecionou-se chamar "Primeiro Livro" exatamente por ser a primeira publicação que continha o projeto de língua inicialmente identificada por Lingvo Internacia (Língua Internacional), que se firmaria depois como Esperanto.

O título original do livro, em Russo com pequeno acréscimo em Esperanto, é "Международный языкъ. Предисловіе и полный учебникъ, por rusoj" (Língua Internacional. Introdução e manual completo, para russos).

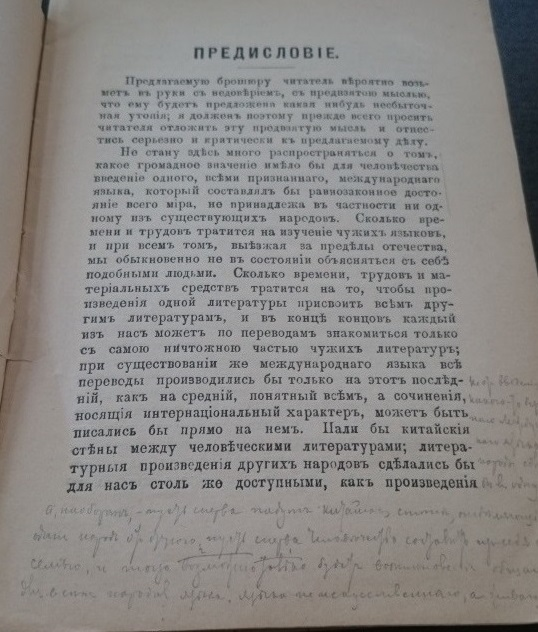
Primeira edição do Unua Libro (em russo - 1887)

O livro foi publicado por L. L. Zamenhof, sob o pseudônimo "Dr. Esperanto", (ou "doutor esperançante" ou "doutor que trabalha pela esperança"), de onde vem o nome atual da língua.

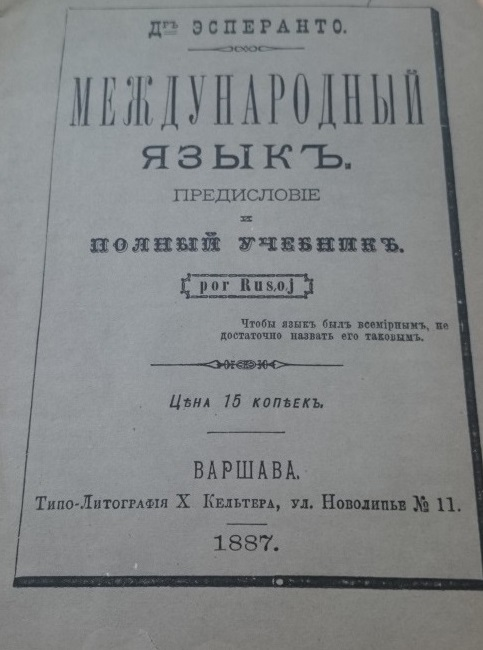
Primeira edição do Unua Libro (em russo - 1887)

Zamenhof tinha 27 anos quando encomendou a publicação, com a ajuda financeira de sua esposa Klara, ao editor Jakov Kelter (cidade de Varsóvia, atual capital da Polônia).  Considera-se como data de publicação a data da segunda permissão da censura czarista (todo livro, pra ser publicado no então Império Russo, precisava obter duas permissões: uma para o manuscrito e uma outra para a versão já impressa). A segunda permissão foi concedida em 26 de julho de 1887, segundo o calendário gregoriano; ou 14 de julho, segundo o calendário juliano.
O dia da publicação do Unua Libro, 26 de julho, é considerado o Dia do Esperanto.

## Internacionalidade e direitos autorais
As cinco primeiras versões do "Unua Libro" continham na capa a seguinte frase: "Para que uma língua seja universal/mundial, não é suficiente dar a ela o nome" [de universal/mundial]. Isso mostrava que Zamenhof tinha consciência de que uma língua não podia pretender ser universal sem possuir na sua própria estrutura os requisitos necessários. A língua que ele propunha internalizava em sua estrutura a ideia de mundialidade. Ela não era internacional apenas porque ele tinha dado esse nome a ela, mas porque ele tinha dado à língua uma estrutura apta a promover fácil aprendizagem e comunicação.
Na contracapa lia-se a frase: "Uma língua internacional, de forma semelhante a toda língua nacional, é uma propriedade social. (Por isso) o autor cede para sempre todos os direitos pessoais sobre ela."
As duas frases eram também uma alusão ao Volupuque, língua criada pelo pastor alemão Martin Schleyer. Na época do lançamento da brochura de Zamenhof, o Volapuque ainda tinha alguns apoiadores. O autor do Volapuque, porém, considerava sua língua como propriedade particular, sendo ele o único com direito de acrescentar novas palavras.

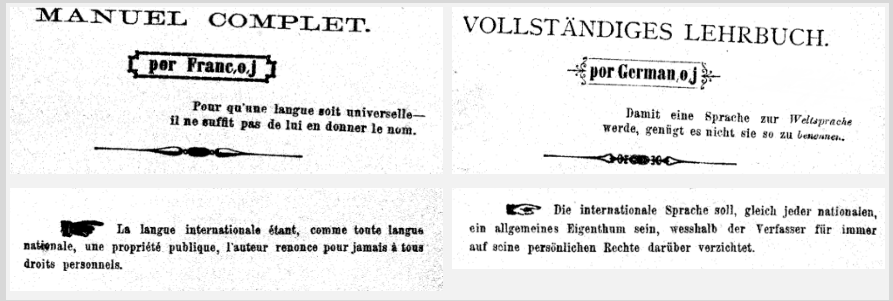
Recortes do Unua Libro, nas versões em Francês e Alemão.

## Traduções
A edição original estava em russo, mas antes do fim de 1887, o Unua Libro foi traduzido para o polonês, alemão e francês. Em 1888 e 1889, apareceram duas versões em inglês. A tradução inglesa realizada em 1888 por J. St (Julian Steinhaus) continha muitos erros e foi tirada de circulação pouco tempo depois de publicada. No ano seguinte o irlandês R.H. Geoghegan terminava uma nova tradução. Estas cinco primeiras edições formaram juntas em 1905 o que foi convecionado chamar de Fundamento do Esperanto.
1. (Russo) - Dr. Esperanto. Mezdunarodnyj jazyk. Predislovie ipolnyj uchebnik: por Rusoj. Varshava: Kel'ter, 1887. 40 p.
2. (Polonês) - Dr. Esperanto. Jezyk Miedzynarodowy. Przedmowa i podrecznik kompletny: por Poloj. Warszawa: Kelter, 1887. 40 p.
3. (Francês) - Dr. Esperanto. Langue internationale. Preface et manuel complet: por Francoj. Varsovie: 1887, Kelter. 48 p.
4. (Alemão) - Dr. Esperanto. Internationale Sprache. Vorrede und vollstandiges Lehrbuch: por Germanoj. Warschau: 1887, Kelter. 48 p.
5. (Inglês) - Dr. Esperanto. International Tongue. Preface and complete method edited for Englishmen by J. St: por Angloj. Warsaw: 1888, Kelter. 39 p.
6. (Inglês) - Dr. Esperanto's International Language. Introduction & Complete Grammar: por Angloj. English ed. by R.H. Geoghegan. Warsaw: Samenhof, 1889. 40 p.

Uma versão traduzida para o Português da versão de 1887 é possível consultar no livro Fundamento de Esperanto - O Fundamento do Esperanto, Túlio Flores (Brasília: Brazila Esperanto-Ligo, 2015. 384 páginas).
Antes do fim de 1888, foram publicados o "Dua Libro"  (Segundo Livro) e o "Aldono al la Dua Libro" (Apêndice ao Segundo Livro). Em 1889 o Unua Libro foi traduzido para o hebraico.

## Conteúdo

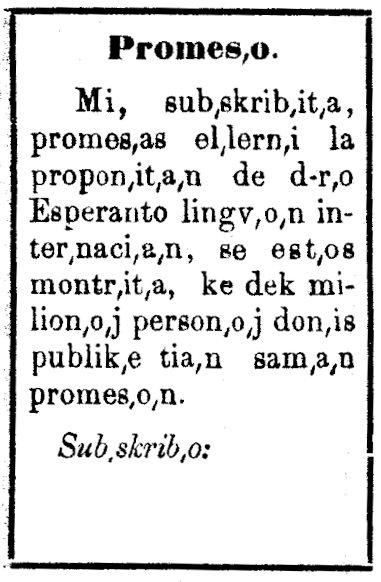
Cartão com a promessa de aprender o Esperanto

O livro é uma brochura de 40 páginas contendo:
- prefácio, de 28 páginas, no qual estão os primeiros textos em Esperanto:
  - um modelo de carta
  - dois poemas escritos originalmente em Esperanto: Mia penso (Meu pensamento) e Ho, mia kor' (Oh, meu coração)
  - tradução de trechos de poemas de Heinrich Heine
  - Pai Nosso (oração) e outras passagens da Bíblia
- uma página com quatro cartões onde estava escrito uma promessa de aprender a língua se 10 milhões de pessoas prometessem o mesmo;
- lições da Lingvo Internacia, com o alfabeto do esperanto e as 16 regras básicas (6 pg);
- uma folha solta onde estava impresso um vocabulário Esperanto-Russo (947 palavras)

## 10 milhões de promessas
No modelo de cartão do Unua Libro as pessoas poderiam expressar a vontade de aprender a língua proposta. Estava escrito: "Eu, abaixo assinado, prometo aprender a língua internacional proposta pelo Dr. Esperanto, se for mostrado, que dez milhões de pessoas deram publicamente essa mesma promessa."
Ao mesmo tempo Zamenhof pedia que, se a pessoa não tivesse interesse em aprender, escrevesse "recusado" e reenviasse o cartão. Mas se a pessoa estivesse convencida e pronta para começar logo a aprender, reenviasse o cartão com a inscrição "incondicionalmente". Muitos daqueles que escreveram "incondicionalmente" se tornaram a primeira leva de falantes de Esperanto.
Nos primeiros textos, inclusive no cartão com a promessa de aprender a língua, Zamenhof costumava, para fins didáticos, separar com vírgulas, apóstrofos ou barras as partes que juntas formavam uma palavra.

## Uso
O "Unua Libro" possui atualmente apenas caráter histórico, não sendo mais utilizado como livro didático. Muitos outros livros didáticos foram publicados depois dele, seguindo novas abordagens de aprendizagem. 